# Frank Ballard
Frank Ballard (* 4. Quartal 1876 in Long Eaton; † 8. Juni 1902 ebenda) war ein englischer Fußballspieler.

## Karriere
Ballard spielte für die Long Eaton Rangers in der Midland League und erreichte mit dem Klub 1897 die Hauptrunde des FA Cups (0:1 gegen Gainsborough Trinity), bevor er 1898 gemeinsam mit seinem Mannschaftskameraden Bernie Fulwood für eine Spielzeit in die Football League Second Division zu Leicester Fosse wechselte. Bei Leicester als „strammer Verteidiger“ vorgestellt, gelang es ihm – wohl auch durch eine Knöchelverletzung gehandicapt – nicht, sich auf den Verteidigerpositionen gegen Jack Walker und George Swift durchzusetzen. Beide Konkurrenten vertrat er im Saisonverlauf nur jeweils einmal. Zur folgenden Saison wechselte Ballard – gemeinsam mit Fulwood – zurück in die Midland League, in der er auch mit der Reserve von Leicester gespielt hatte, zu Ilkeston Town.
Abseits des Fußballs verdiente sich Ballard seinen Lebensunterhalt im Textilgewerbe (lace worker) von Long Eaton. Ballard verstarb überraschend in der Nacht zum 8. Juni 1902. Bei einer gerichtlichen Untersuchung der Todesursache wurde eine Herzerkrankung als wahrscheinlichste Todesursache vermutet.